# Reinald van Dassel

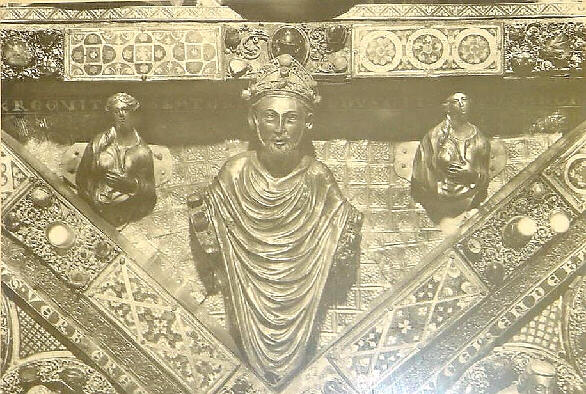
Reinald van Dassel op het Driekoningenschrijn in de Dom van Keulen

Reinald van Dassel (rond 1120 - in de buurt van Rome, 14 augustus 1167) was van 1159 tot en met 1167 aartsbisschop van Keulen en aartskanselier van Italië. Hij zou op 29 mei 1167 voor keizer Frederik I Barbarossa samen met aartsbisschop Christiaan van Mainz een overwinning behalen in de slag bij Tusculum. Toen er echter een malaria epidemie uitbrak in het leger, was hij een van de slachtoffers van de ziekte. Hij werd als aartsbisschop voorafgegaan door Frederik II van Berg en opgevolgd door Filips I van Heinsberg.
Zijn belangrijkste erfenis is het overbrengen van de relikwieën van de Drie Koningen naar de Dom van Keulen in 1164. Dit betekende een enorme toevloed van bedevaartgangers naar Keulen, vooral na het gereedkomen van het vergulde Driekoningenschrijn door Nicolaas van Verdun, wat van grote invloed was op de stedelijke economie.
- Gemeinsame Normdatei: 118597922
- International Standard Name Identifier: 0000 0000 8570 1543
- Library of Congress Control Number: no2009131063
- Nationale Bibliotheek van Polen: a0000001615456
- Virtual International Authority File: 3263397
- WorldCat: E39PBJtMjqxrGBCjtfBpMj8Bfq